# أصغر آباد (خميني شهر)
أصغر أباد هي مدينة في مقاطعة خميني شهر، إيران. عدد سكان هذه المدينة هو 6,876 في سنة 2016.